# Federazione di rugby a 15 della Scozia
Scottish Rugby Union è l'organismo di governo del rugby a 15 in Scozia.

## Storia
Il gioco del rugby, o meglio del Football secondo le regole praticate a Rugby comincia a diffondersi attorno al 1855-60, quando viene introdotto alla Edinburgh Academy, una "public school" britannica, dove nel 1858 nascerà il primo club scozzese, gli Edinburgh Academicals.
Sembra che un primo incontro tra due scuole avvenne nel 1857 tra Royal High School e Merchiston Castle. Nasceranno successivamente anche dei club open, ossia aperti anche a giocatori non iscritti ad una scuola. Tra questi il West of Scotland e gli Wanderers.
La Scottish Football Union (SFU) fu fondata nel 1873 e fu una dei membri fondatori dell'International Rugby Board nel 1886 con Irlanda e Galles. Nel 1924 la SFU cambiò il suo nome in Scottish Rugby Union. Dal 1889 al 1925 le partite internazionali vennero disputate a Inverleith, poi si passò al nuovo stadio di Murrayfield.
La SRU possiede il Murrayfield Stadium, che è il più grande stadio della nazionale scozzese, sebbene nel 2004 le partite internazionali siano state disputate all'Hampden Park di Glasgow e al McDiarmid Park di Perth per raggiungere il nuovo pubblico al di fuori delle aree tradizionalmente legate al rugby.
Quando fu proposta la creazione della Heineken Cup (primi anni novanta) i funzionari della SRU, da sempre la più tradizionalista, temevano che le squadre scozzesi non avrebbero potuto competere con i migliori team francesi e inglesi e per questo crearono i cosiddetti "super-district".
Furono creati quattro distretti, South (chiamato successivamente Border Reivers), Edinburgh, Glasgow e North & Midlands (successivamente Caledonia Reds), che ebbero il permesso di prendere parte alle competizioni europee. Per le prime due stagioni i giocatori poterono ancora giocare con i loro club nel campionato nazionale, ma alla fine i team dei distretti chiesero un impegno a tempo pieno.
In seguito problemi finanziari della federazione, dovuti in parte alla ristrutturazione del Murrayfield, portarono ad un riadattamento dell'intero sistema dei distretti. Dopo solo due stagioni infatti al SRU obbligò i quattro team a diventare due. Edinburgh si unì a Border Reivers a formare gli Edinburgh Reivers. Glasgow e Caledonian confluirono invece negli Glasgow Caledonian.
I Borders furono ricostituiti nel 2002 e parteciparono alla seconda stagione della Celtic League. Questo comportò il cambio di nome degli Edinburgh Reivers in Edinburgh Rugby e Glasgow diventò Glasgow Rugby. Nel 2005 tutte e tre le squadre adottarono un nuovo nome. I Borders ritornarono ad essere Border Reivers; Edinburgh diventò Edinburgh Gunners, ma ha cambiato ancora nel 2006 e ora è di nuovo Edinburgh; Glasgow diventò Glasgow Warriors. I Caledonia saranno riformati quando la SRU deciderà che la situazione finanziaria lo permette.
Nel 2007 i Borders sono stati di nuovo sciolti per via di continue difficoltà finanziarie.

## Competizioni nazionali
La SRU sovraintende tutti i campionati nazionali scozzesi che sono così organizzati:
- la Premiership, composta da 10 club.
- le National Leagues di 36 club in tre divisioni nazionali (National League Division 1, National League Division 2 e National League Division 3)
- le Leghe Regionali (Regional Leagues) con 85 club in otto divisioni divisi fra tre regioni

La SRU non è direttamente responsabile di leghe locali o universitarie.

## Dirigenti
Fino al gennaio 2005 Phil Anderton era il capo esecutivo. In seguito, il 14 luglio 2005, si è insediata la nuova dirigenza che vede Allan Munro come capo, Fred McLeod suo vice, Tom Inglis e Brian Kennedy direttori non-esecutivi.
Il presidente, dal 2007, è George Jack succeduto ad Andy Irvine.